# Empire de Sokoto
Pour les articles homonymes, voir Empire peul.
 (juin 2019).
1804–1903
Entités précédentes :
- Sultanat de Kano
- Sultanat de Katsina
- Sultanat de Gobir
- Émirat du Liptako
- Sultanat d'Agadez
- Sultanat de Damagaram

Entités suivantes :
- Protectorat du Nigeria du Nord
- Kamerun allemand
- Afrique-Occidentale française

L’empire de Sokoto, califat de Sokoto ou Sultanat de Sokoto est un ancien État d'Afrique subsaharienne fondé par la guerre sainte (djihad) menée entre 1804 et 1810 par Ousman dan Fodio, prédicateur peul de la confrérie soufie Qadiriyya. Son territoire s'étend d'est en ouest du Liptako sur la rive droite du fleuve Niger au massif de l'Adamaoua, il a pour capitale la ville de Sokoto (actuellement au nord-est du Nigeria). L'économie de cet empire peul était fondée sur le commerce.
Il fut le plus grand État d’Afrique occidentale depuis l’effondrement de l’Empire songhaï (vers 1592), et le deuxième plus grand État musulman au monde jusqu’à la conquête européenne de 1897 à 1903.

## Histoire
L'établissement de l'empire de Sokoto s'inscrit dans la lignée des gouvernements musulmans mis en place à partir du XVIIIe siècle à l'issue de luttes ouvertement prosélytes présentées comme des actions de djihad, mouvement dans lequel il occupe une place centrale. Il succède ainsi au djihad dans le Fouta Boundou (fin XVIIe siècle), dans le Fouta-Djalon (1725), et dans le Fouta Toro (entre 1769 et 1776). Ces djihads fortement sous l’influence de la confrérie soufiste Qadiriyya étaient associés aux Peuls, particulièrement à leurs élites intellectuelles et religieuses, même s'ils dépassaient le phénomène ethnique.
Le 21 février 1804, l'imam peul Ousman dan Fodio, menacé par Younfa, roi du Gobir, s’enfuit à Gudu. Usman, qui compare sa fuite à celle de l'hégire de Mahomet, prêche la guerre sainte (djihad) contre les impies de toute sorte et en particulier contre les rois des cités haoussas, qu'il accuse de ne pas appliquer les vrais principes de l'islam. Son but, qu'il explique dans l'un de ses livres les plus importants, Kitab Al-Farq, est la purification de l'islam dans les territoires musulmans, qui passe par une observance stricte et la lutte contre la bid'ah (l’innovation). Il cherchait aussi à éliminer les injustices sociales introduites par des gouvernements oppressifs.
Des Peuls se joignent à lui, mais aussi de nombreux Haoussas séduits par son discours, faisant d'ailleurs de son armée une troupe à majorité haoussa. Le 21 juin 1804, il remporte la victoire sur l’armée de Younfa à Tabkin Kwato. Il se proclame commandeur des croyants et règne sur le Gobir jusqu'à sa mort en 1817. Ses douze plus fidèles disciples reçoivent des étendards bénis avec lesquels ils sont envoyés à la conquête des territoires voisins.
La victoire attire de nombreux aventuriers du royaume du Fouta-Toro, de l'empire du Macina et du Songhaï qui viennent renforcer ses rangs. Avec eux, Usman s’empare de Kano dont il fait sa capitale. Ce nouveau succès attire auprès de lui les musulmans du Nigeria et du Cameroun septentrionaux, ainsi que des Peuls métissés établis depuis longtemps dans la région.
À la tête d’une armée puissante, Usman annexe tous les royaumes haoussa (Katsina, Zaria, Noupé, Kebbi, Liptako) et le nord du Cameroun de 1804 à 1808. Il désigne des émirs pour administrer les territoires conquis, le plus souvent les souverains vaincus, confirmés dans leur fonction.

### Règne de Mohammed Bello
En 1815, Usman transmet le titre de sultan de Sokoto à son fils Mohammed Bello (1781-1837). À cette époque, des troubles éclatent dans plusieurs provinces de l’empire. Les Haoussa, encouragés par les Touaregs de l’Aïr et par le souverain du Kanem et du Bornou, rejettent la suzeraineté théocratique de Sokoto et son islam rigoriste. Mohammed Bello rétablit le calme.
En 1823 Mohammed Bello soumet Ilorin au nord de l'Empire d'Oyo. Le 13 avril 1827 l’explorateur britannique Hugh Clapperton meurt à Sokoto, où il était reçu par Mohammed Bello.

### Règne d'Atikou
Mohammed Bello meurt en 1837, marquant la fin de la première génération de dirigeants du djihad. Son jeune frère Ousmane (Atikou) lui succède à la tête de l’empire, au grand dépit d'El-Hadj Omar, originaire du Fouta Toro, qui avait épousé la sœur de Mohammed Bello et espérait lui succéder.

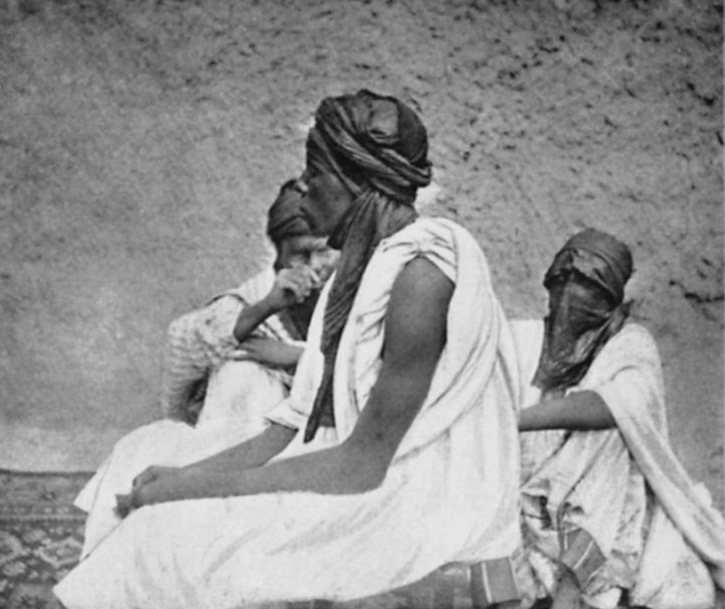
Peuls du Sokoto (1900).

En 1840, les Peuls de Sokoto sont repoussés de l'Empire d'Oyo par les Yorubas à la bataille d’Osogbo. En 1841, Modibbo Adama, disciple d’Ousman dan Fodio, s’installe à Yola et étend sa puissance et son domaine au sud-est de l’empire de Sokoto. Jusqu’à sa mort en 1847, il combat les tribus animistes du nord du Cameroun et son adversaire, le roi de Mandara. Il réalise l’unité du Fombina (le sud), qui prend en son honneur le nom d’Adamaoua.
Atikou meurt en 1843.

### Règne d'Ali
En novembre 1842, Ali, fils de Mohammed Bello, prend le pouvoir à Sokoto à la mort d’Atikou, jusqu'en 1855. Son règne est marqué par des révoltes et des attaques incessantes contre les territoires soumis par les Peuls, en particulier contre le Gobir qui s'est affranchi entretemps et le dernier sultanat haoussa indépendant de Zinder (autrement appelé sultanat du Damagaram) et la région de Maradi, zone forestière peuplée de réfugiés des guerres précédentes et où des survivants de la famille régnante du Katsina s'étaient réfugiés. Les cités qui composent l’empire reprennent leur indépendance en reconnaissant d’une façon nominale l’autorité du commandeur des croyants établi à Sokoto.

### Conquête britannique
En février 1903, les Britanniques occupent sans difficultés Kano, puis Sokoto en mars, et l’intègrent à leur protectorat du nord du Nigeria. La frontière séparant actuellement le Niger et le Nigeria correspond peu ou prou aux limites entre territoires alors sous souveraineté du Sokoto au sud et territoires indépendants (Gobir, Maradi, Zinder) au nord.
Les Britanniques développent un modèle de gouvernement des populations colonisées à travers les rois et les princes locaux, et conservent la pyramide hiérarchique en place : le sultan n’est plus sultan par la grâce de Dieu, mais parce que les Britanniques lui ont donné un sceptre.
Descendant direct du premier calife, Muhammadu Sa'ad Abubakar III, 20e du titre, reste, aujourd'hui encore, le plus haut dignitaire musulman du Nigeria, tandis que l’émir actuel de Kano est à la fois descendant de l’émir issu du djihad, et ancien gouverneur de la banque centrale du Nigeria, diplômé des universités de Khartoum et d'Oxford. 
Pour autant, selon l'historien Vincent Hiribarren, il est inexact de présenter la colonisation britannique comme une « parenthèse » entre le califat de Sokoto et l’indépendance du Nigeria, car les Britanniques ont contribué à homogénéiser des pratiques juridiques issues du djihad en rendant possible l’administration de territoires.

## Géographie
Le djihad n'est pas géographiquement uniforme, mais prend la forme de conflits localisés, avec des circulations d’idées. 
À son apogée, le califat de Sokoto est « le plus grand État d’Afrique depuis l’effondrement de l’Empire songhaï en 1591-1592, et le deuxième plus grand État musulman au monde jusqu’à la conquête européenne et la division du califat entre les Français, les Anglais et les Allemands, de 1897 à 1903, la Grande-Bretagne s’emparant des régions les plus peuplées du centre ». Il couvre principalement le nord du Nigeria et le nord du Cameroun contemporains et s'étire du Burkina Faso moderne à la République centrafricaine.
Il couvre une superficie de l'ordre de 400 000 km2, ce qui le place néanmoins derrière les provinces de l'Empire ottoman qui comprennent l’Égypte (un million de kilomètres carrés) et la Libye (1,7 million de kilomètres carrés). Sa population est de l'ordre de dix millions d'habitants.

## Organisation
Le califat de Sokoto est un État fortement décentralisé dirigé par le calife, dont les compagnons sont placés comme émirs à la tête de chaque subdivision territoriale. Il est subdivisé en une trentaine d'émirats dirigés depuis Sokoto, Wumo ou Gwandu. Ceux-ci répondent en théorie directement de leurs actions auprès du calife mais en raison de la distance, le califat est de fait divisé entre les émirats de l’ouest, directement dirigés depuis la ville de Sokoto, et les émirats de l’est plus ou moins autonomes.
Selon l'historien Paul Lovejoy (en), l'établissement du califat en tant que fédération était révolutionnaire : « Le califat consolidait une région qui comptait de nombreux États et beaucoup d’ethnies différentes en un seul empire divisé en 33 émirats, sous la direction de la capitale duale de Sokoto et de Gwandu après 1817 ». Il incluait aussi plus de vingt sous-émirats dans l’empire d’Adamawa, également connu sous le nom de Fombina, dont la capitale était Yola sur la rivière Bénoué.
Le djihad remplace les impôts des dirigeants haoussas par des impôts islamiques comme la zakât. Les impôts dépendent largement de chaque émirat avec par exemple l’existence d’un impôt foncier à Kano et Zaria et non à Sokoto.
L'exploitation des mines de sel du nord du califat était fondée sur le travail servile, tout comme les industries du fer, coton, indigo ou cuir des régions centrales du califat.
Le système économique du califat de Sokoto repose sur l'esclavage, en particulier des populations animistes du centre de l'actuel Nigeria.

## Influence et postérité
Selon l'anthropologue Murray Last, l'impact du califat de Sokoto en Afrique est comparable à celui de la Révolution française dans la reconfiguration de l’histoire européenne et du monde atlantique de la fin du XVIIIe siècle et au-delà. L'historien Paul Lovejoy (en) souligne que « le djihad de Sokoto engloba tout l’espace du Mali moderne jusqu’à la vallée du Nil », et que « son influence s’étendit encore plus largement et existe encore aujourd’hui ».
Le djihad de Dan Fodio reste une référence constante dans la région et a connu de multiples interprétations historiques. Si certains y ont vu le produit d'une simple querelle ethnique — une vision réductrice dans la mesure où les Peuls étaient en infériorité numérique dans la plupart des territoires conquis par Sokoto —  d'autres y vu une révolution compte tenu du message religieux vantant une certaine forme d'égalité et la fin de la corruption des élites dirigeantes haoussa.  
Selon l'historien Vincent Hiribarren, Ousmane Dan Fodio est encore au Nigeria comme au Niger une référence historique, à la fois parce qu’il a mené ce djihad, mais aussi une référence intellectuelle, en raison de ses projets de réformateur sur les territoires qu'il envahissait. À noter toutefois qu'il ne conquiert que des régions déjà musulmanes, la plupart depuis le XIVe siècle.